# Per Calleberg
Per Calleberg, född 1960, är psykolog, biolog, bergsklättrare och författare. Han är aktiv klättrare sedan 1970-talet och klätterinstruktör sedan 1980-talet. I november 1991 var han en av deltagarna i den första svenska grupp som försökte bestiga det 5 896 meter höga berget Paldor i Nepal. Calleberg och ytterligare en deltagare nådde cirka 5 800 meters höjd innan de tvingades avbryta.
Calleberg är auktoriserad klippklätterinstruktör sedan 1992 och var länge aktiv som sådan i Svenska Klätterförbundet, bland annat med att utarbeta kursnormer och normer för auktorisation av klätterinstruktörer då systemet infördes. Han är också författare till flera böcker om klättring och har tillsammans med klätterinstruktören Per Willén och filmaren Mikael Widerberg gjort en instruktionfilm om klättring, "Jag klättrar", som givits ut i DVD-format i egen regi hösten 2004. Den engelskspråkiga versionen av samma film, "Climb When Ready" utkom 2005. Han är också medförfattare till en bok om psykologisk krishantering.